# احمد فاروقی
احمد فاروقی قاجار (۱۹۳۸ –۱۹۹۳) فیلم‌ساز ایرانی بود.
او نوه احمدشاه قاجار و فرزند ایراندخت، بزرگترین فرزند احمدشاه بود.
او در سال ۱۳۱۷ به دنیا آمد و تحصیلات خود را در رشته سینما در فرانسه و آمریکا انجام داد. مدتی با استودیو فاکس کار کرد. او سپس به ایران رفت و با اداره هنرهای زیبا (بعداً وزارت فرهنگ و هنر) همکاری کرد. او سرانجام در ۱۳۷۲ در پاریس درگذشت.

## آثار
- فیلم تهران امروز ۱۳۴۱
- طلوع فجر[پیوند مرده]یا طلوع جدی در جشنواره سینمایی کن ۱۹۶۴ برنده جایزه شد.
- افق ۱۳۴۳ مستندی در مورد تقسیم اراضی
- چشمی که می‌شنود (هنر امروزی ایران - ۱۳۴۶) مستندی در مورد زندگی بهمن محصص